# Površinska napetost
Površinska napetost (znak σ) je fizikalna veličina koja opisuje svojstvo površine tekućine zbog kojega se ploština (površina) slobodne površine tekućine smanjuje. Količnik je uloženoga rada dW i promjene ploštine dA slobodne površine, to jest:
{\displaystyle \sigma ={\frac {dW}{dA}}}
Mjerna je jedinica površinske napetosti džul po metru kvadratnom (J/m2) ili njutn po metru (N/m). Uzrok je površinske napetosti asimetrični raspored međumolekularnih sila na granici faza. U unutrašnjosti tekućine je prosjek sila što djeluju na pojedinu molekulu jednak nuli, a na površini su molekule izložene nejednakim silama s vanjske i s unutarnje strane tekućine. Kada je tekućina u dodiru s plinom, privlačne sile među molekulama tekućine jače su od sila između molekula tekućine i plina, pa su molekule tekućine na površini privučene prema unutrašnjosti, odnosno sila među molekulama na površini tekućine veća je od sile među molekulama u unutrašnjosti. Tako na primjer površinska napetost vode omogućava da se kukac gazivoda kreće po njezinoj površini. Djelovanje deterdženata i sredstava za flotaciju zasniva se na njihovu učinku na površinsku napetost tekućina.
Na molekulu u tekućini djeluju sile susjednih molekula. One djeluju sa svih strana pa je rezultantna sila na dotičnu molekulu jednaka nuli (tlak je izotropan). Međutim, rezultantna sila na molekulu koja se nalazi na površini tekućine nije jednaka nuli, već je usmjerena prema unutrašnjosti tekućine. Stoga tekućina nastoji poprimiti oblik koji će imati najmanju površinu (kap vode u bestežinskom stanju ima oblik kugle). Za povećanje površine tekućine potreban je rad.

## Kohezija
Kohezija (franc. cohésion, prema lat. cohaerere: prianjati, biti povezan), je privlačna međuatomska ili međumolekularna sila koja djeluje između susjednih čestica tvari. Najjača je u tvarima koje su u čvrstom stanju, slabija u tekućinama (jedno je od očitovanja djelovanja kohezije površinska napetost), a najslabija u realnim plinovima (u idealnim je plinovima jednaka nuli). U vodi, na primjer, djeluju jake kohezivne sile jer je voda jako polarna molekula. U organskim tvarima rijetko djeluju jake kohezivne sile jer organske tvari rijetko su polarne. Kohezija, zajedno s adhezijom (privlačenje između različitih molekula), koristi se u objašnjavanju površinske napetosti i kapilarnosti. 

## Kapilarnost
Kapilarnost je pojava podizanja ili spuštanja razine tekućina uz rub uskih cijevi (kapilara) uzrokovana silama adhezije i kohezije. U uskim cijevima, gdje je površina tekućine velika prema obujmu (volumenu) tekućine, vrijednosti površinskih sila i gravitacije postaju usporedive i razina tekućine u cijevi može se podizati (kapilarna elevacija) ili spuštati (kapilarna depresija). Tekućina koja moči stijenke kapilare (adhezija veća od kohezije, na primjer voda u staklenoj posudi) podizat će se, a tekućina koja ne moči stijenke kapilare (kohezija veća od adhezije, na primjet živa u staklenoj posudi) spuštat će se. Objašnjenje kapilarnosti kao i matematičku teoriju oblika površine tekućine dali su u svojim radovima Thomas Young (1804.), Pierre-Simon Laplace (1806.), Carl Friedrich Gauss (1830.) i Siméon Denis Poisson (1831.).

## Poveznice
- Tenziometar (površinska napetost)